# Триплутонийалюминий
Триплутонийалюминий — бинарное неорганическое соединение
плутония и алюминия
с формулой AlPu3,
кристаллы.

## Получение
- Сплавление стехиометрических количеств чистых веществ:

{\displaystyle {\mathsf {3Pu+Al\ {\xrightarrow {560^{o}C}}\ AlPu_{3}}}}

## Физические свойства
Триплутонийалюминий образует кристаллы
кубической сингонии,
параметры ячейки a = 0,450 нм, Z = 1.
При температуре 195°С в соединении происходит переход в фазу
тетрагональной сингонии,
пространственная группа P 4/mmm,
параметры ячейки a = 0,4499 нм, c = 0,4538 нм, Z = 1,
структура типа Pb3Sr.
Тетрагональная фаза устойчива при комнатной температуре и только при длительном хранении (≈10 лет) переходит в кубическую фазу.
Соединение образуется по перитектической реакции при температуре 560°С.

## Химические свойства
- Разлагается при нагревании:

{\displaystyle {\mathsf {AlPu_{3}\ {\xrightarrow {>560^{o}C}}\ AlPu+2Pu}}}